# (292) Ludovica
(292) Ludovica – planetoida z pasa głównego asteroid okrążająca Słońce w ciągu 4 lat i 9 dni w średniej odległości 2,53 j.a. Została odkryta 25 kwietnia 1890 roku w Obserwatorium Uniwersyteckim w Wiedniu przez Johanna Palisę. Pochodzenie nazwy planetoidy nie jest znane.